# ミトカツユキ
ミト カツユキ（三戸 克幸、1978年3月23日 - ）は、日本のシンガーソングライター。

## 経歴
北海道白老郡白老町出身。4歳から鍵盤楽器を始める。17歳のときにラジオでアース・ウィンド・アンド・ファイアーの「セプテンバー」を聴き、ファルセットボイスに衝撃を受けて歌に目覚める。その後、北海道札幌市のライブバーで働く傍ら黒人シンガー達とのセッションを繰り返し、ジャズ、ソウルミュージック、ゴスペル等の音楽に触れ歌と演奏力を磨く。
2004年に上京。路上ライブを展開。ラジオパーソナリティやドラマ主題歌等活動の場を広げる。
2005年、アルバム「Natural Soul」をリリースし、ADLIB AWARDS 2005において「国内ニュースター賞」を受賞する。
2006年4月、バップ・PORTSIDEレーベルより「Identity」でメジャー・デビューするが、直後に所属事務所が消滅。事実上の活動停止となる。しかし、同年8月に渋谷クラブクアトロワンマンを自主開催、成功を収める。
2007年3月よりアーティストネームを「MITO」から「ミトカツユキ」に改め活動再開。同年8月にBMG JAPANよりミニアルバム「39」をリリース。
2010年より所属・レーベルフリーとなり自主レーベル「毛蟹ソウル」を立ち上げ、8月25日にミニアルバム「ミスター晴れ男」をリリース以降もライブ活動とともにリリースを重ね、アーティストへの楽曲提供、編曲、プロデュースを行なう。KG、serena、大黒摩季、ナオト・インティライミなどのサポートキーボードとしても幅広く活動する。 
2012年、北海道白老郡白老町の観光大使に任命される。
2016年、北海道白老郡白老町の3小学校が統合された白老町立白老小学校の開校に伴い新校歌を作詞・作曲する。同年、サンバおてもやん2016制作委員会の企画により、「WITH ONE VOICE」が熊本市復興公式ソングとして配信される。

## ディスコグラフィー

### シングル
1. KAGERO（2002年4月24日）Water Moon Records
  1. KAGERO
  2. Everybody Call me
  3. Feelin' you
  4. Somewhere Somehow（DHC SOUND COSMEエンディングテーマ）
2. STILL（2002年11月27日）Water Moon Records
  1. STILL
  2. シルク
  3. STILL（Instrumental）
3. 祈り…（2005年3月2日）ネオプレックス
  1. 祈り…（Deep Love主題歌）
  2. Everybody Call me 〜version'05〜
4. Identity（2006年4月26日）バップ/PORTSIDE
  1. Identity
  2. 何をしてますか?
  3. Identity（Instrumental）
  4. 何をしてますか?（Instrumental）
5. キミがいれば（2007年11月21日）BMG JAPAN
  1. キミがいれば
  2. 奇跡～大きな愛のように～
  3. キミがいれば（RADIO EDIT）
  4. キミがいれば（INSTRUMENTAL）
  5. 奇跡～大きな愛のように～（INSTRUMENTAL）
6. Northern Blood Funk Special（2009年1月14日）BMG JAPAN
  1. Northern Blood Funk Special
  2. Oh my friend
  3. SING AROUND Xmas

### フル・アルバム
1. Natural Soul（2005年4月13日）ネオプレックス
  1. Natural Soul 〜Introducion〜
  2. Bad
  3. SENSE OF FUN(Q)
  4. True
  5. Harmony
  6. be all right
  7. Again
  8. Somewhere Somehow
  9. Everybody call me (Album Version)
  10. 会いたくて
  11. Spring
  12. すべては風の中に
2. THE PIANO MAN（2009年3月11日）BMG JAPAN
  1. GO GO ピアノバカ
  2. Northern Blood Funk Special
  3. SHINE feat. TAKE from Skoop On Somebody, JiN
  4. Angel
  5. Face to Face feat. 中西圭三
  6. Everybody Dance
  7. 君が好き feat. SAKURA, K2C SUNSHINE BAND
  8. 夏のMonologue
  9. 旅立ちのうた feat. CARZOCK
  10. いかないで
  11. キミがいれば（pianoman edit）
  12. Identity（弾き語り）
  13. 何をしてますか?（弾き語り）
3. Soul Noodle（2013年5月29日）毛蟹ソウル
  1. Introduction
  2. Wonderful
  3. Singin' in the rain
  4. エレファントマン
  5. Soul Noodle
  6. Come on!!
  7. come back to me again
  8. Lovely Day
  9. Bliss
  10. Musiq Labo
  11. サヨナラの雨音
  12. Wherever you are

### ミニ・アルバム
1. KAGERO（2004年7月21日）ネオプレックス
  1. Joy to the world
  2. Everybody Call me
  3. KAGERO
  4. Peace
  5. 大きな古時計
  6. シルク
  7. 終止符
2. 39（2007年8月8日）BMG JAPAN
  1. Miss You
  2. 39
  3. On sunday morning
  4. Crew on the Earth
  5. BRAND NEW DAY
3. SUMMER CANDLE（2008年7月9日）BMG JAPAN
  1. Amazing Grace
  2. 会いたくて～SEASONⅡ
  3. 足跡
  4. I Will
  5. ラヴ・イズ・オーヴァー
  6. 悲しみの向こう側
  7. 奇跡～大きな愛のように
4. ミスター晴れ男（2010年8月25日）毛蟹ソウル
  1. Musiqism
  2. POWER　（札幌テレビ報道部 年間企画「北海道の力」テーマ曲）
  3. コモレビノウタ（album edit）（きょうの健康テーマ曲）
  4. We are the One feat. タイナカサチ and ハレルヤシスターズ
  5. LIFE feat. タイナカサチ and ハレルヤシスターズ
  6. ことダマ feat. 朝崎郁恵
5. 道SOUL-ド・ソウル-（2011年12月7日）毛蟹ソウル
  1. Fun Fun Funk
  2. This is Love
  3. 遠い空
  4. 誓いの歌
  5. WITH ONE VOICE
6. HAPPY GO LUCKY!!（2014年8月6日）毛蟹ソウル
  1. Brighter Day
  2. スーパーガール
  3. Good Night
  4. High & Low
  5. Lyra
  6. Wonderful Day
7. MITOWN（2015年11月4日）毛蟹ソウル
  1. The MITOWN Theme
  2. It's all right
  3. 蕾み
  4. Everybody!!
  5. Let's make a toast!
  6. Life Be Colorful

### カバー・アルバム
1. LOVE MESSENGER～COVER SONGS～（2009年6月10日）アリオラジャパン
  1. あの鐘を鳴らすのはあなた（毎日放送「おふくろ先生の診療日記2」挿入歌）
  2. 朝日のあたる道
  3. 大丈夫
  4. 恋におちて
  5. 君がいるだけで
  6. LIFE is...～another story～
  7. 愛のメモリー
  8. キセキ
  9. 君は薔薇より美しい
  10. フレンズ
  11. 奇跡～大きな愛のように～（毎日放送「おふくろ先生の診療日記2」エンディングテーマ）

### 配信
1. ノータイトル（配信限定）
  1. ノータイトル
2. ピアノ弾き語り『PIANO SOUL LOVERS'』
  1. This is Love
  2. 悲しみの向こう側
  3. エレファントマン
3. ピアノ弾き語り『PIANO SOUL LOVERS'2』
  1. 夏のMonologue
  2. Singin' in the rain
  3. 何をしてますか?
4. ピアノ弾き語り『PIANO SOUL LOVERS'3』
  1. Life Be Colorful
  2. Spring
  3. 遠い空
5. ピアノ弾き語り『PIANO SOUL LOVERS'4』
  1. Brighter Day
  2. Miss You
  3. LIFE
6. ピアノ弾き語り『PIANO SOUL LOVERS'5』
  1. Lovely Day
  2. Angel
  3. thinking 'bout you